# وتلا
وتلا (به لاتین: Vatla) یک روستا و manor house در استونی است که در دهستان هانیلا واقع شده‌است.